# Hoa bay
Hoa bay là một bộ phim truyền hình được thực hiện bởi Hãng phim Truyền hình Thành phố Hồ Chí Minh, Đài Truyền hình Thành phố Hồ Chí Minh do NSƯT Xuân Sơn và NSƯT Đăng Khoa làm đạo diễn. Phim được chuyển thể từ tiểu thuyết cùng tên của Chu Thanh Hương. Phim phát sóng vào lúc 17h30 từ thứ 6 đến Chủ Nhật hàng tuần bắt đầu từ ngày 10 tháng 10 năm 2014 và kết thúc vào ngày 10 tháng 1 năm 2015 trên kênh HTV9.

## Nội dung
Hoa bay bắt đầu từ câu chuyện của cô gái miền thôn dã Vương Thị Hoa (Phương Oanh) khá xinh đẹp bị lừa bán qua biên giới. Qua nhiều năm lưu lạc, cô tìm cách trốn khỏi ổ mại dâm và trở về Việt Nam, trong lòng ôm mối hận lớn với những kẻ đã hãm hại mình. Lên kế hoạch trả thù nhưng cô vô tình vướng vào cái bẫy của Văn Minh (NSƯT Trần Đức) – tên trùm buôn bán phụ nữ qua biên giới. Trong phi vụ làm ăn cuối cùng, những tưởng mọi chuyện diễn ra hoàn hảo nhưng cả hai đã bị bắt. Đáng nói hơn, trong tình thế nguy cấp nhất, cô mới nhận ra đứa con gái lưu lạc từ 15 năm về trước .

## Diễn viên
- Phương Oanh trong vai Vương Thị Hoa[3]
- Ngọc Quỳnh trong vai Hoàng Luân
- NSƯT Tiến Mộc trong vai Ông Slang
- NSƯT Trần Đức trong vai Văn Minh
- Ngọc Tản trong vai Bà Thắm
- NSƯT Tạ Minh Thảo trong vai Đại Đất
- Vũ Hải trong vai Ngôn Trọc

Cùng một số diễn viên khác....

## Ca khúc trong phim
Bài hát trong phim là ca khúc "Con đường hoa bay" do Xuân Sơn sáng tác và Huyền Trang thể hiện.

## Giải thưởng
| Năm  | Giải thưởng                                | Hạng mục         | (Người) đề cử | Kết quả  | Tham khảo |
| ---- | ------------------------------------------ | ---------------- | ------------- | -------- | --------- |
| 2014 | Liên hoan Truyền hình Toàn quốc lần thứ 34 | Phim truyền hình | —             | Giải bạc | [ 4 ]     |